# Подільське (Жмеринський район)
Поді́льське — село в Україні, у Жмеринській міській громаді Жмеринського району Вінницької області.

## Історія
Наприкінці XIX ст. в селі Михайлівка (Плазівка) «рахувалось дворів за викупними актами 9, а всього 31.
Відстань до найближчих станцій: залізничної, поштово-телеграфної і поштово-земської 2 версти — Жмеринка.
При селі рахувалося всього землі 122 десятини, із них чиншевої 57 дес. і селянської надільної 65 дес».
1905 року Михайлівка (Плазівка) належала князію В. С. Мещерському. В селі було ЗО дворів і проживало 185 осіб.
16 липня 1941 року село Михайлівка окуповано німцями, а звільнене 23 березня 1944 року.
12 червня 2020 року, відповідно до Розпорядження Кабінету Міністрів України від № 707-р «Про визначення адміністративних центрів та затвердження територій територіальних громад Вінницької області», увійшло до складу Жмеринської міської громади.
19 липня 2020 року, в результаті адміністративно-територіальної реформи та ліквідації Жмеринського району, село увійшло до складу новоутвореного Жмеринського району.

## Населення

### Мова
Розподіл населення за рідною мовою за даними перепису 2001 року:
| Мова       | Кількість | Відсоток |
| ---------- | --------- | -------- |
| українська | 263       | 98.50%   |
| російська  | 4         | 1.50%    |
| Усього     | 267       | 100%     |